# オーロラの彼方へ
『オーロラの彼方へ』（オーロラのかなたへ、Frequency）は、2000年のアメリカ合衆国のSFファンタジー・サスペンス映画。
監督はグレゴリー・ホブリット、出演はデニス・クエイドとジム・カヴィーゼルなど。
タイムパラドックスを題材とし、30年の時を越えた「声のタイムトラベル」で結ばれる親子の絆を描いている。
2016年には本作の脚本を担当したトビー・エメリッヒが製作総指揮を務めたテレビドラマ版リメイク（原題同じ。邦題『シグナル/時空を越えた捜査線』）が制作・放映された。なお、テレビドラマ版は主人公が女性刑事に、父親の職業も同じ刑事になるなど、設定が改編されている。

## ストーリー
1969年、太陽フレアの活発化（太陽嵐）の影響により、ニューヨークでは異常気象によるオーロラが観測されていた。深夜、ニューヨーク市の消防士フランク・サリバン（デニス・クエイド）は地下変電所で起きた火災で中に閉じ込められた作業員を救出するために出動した。炎と煙に巻かれた地下変電所から作業員を大爆発寸前で救助に成功し、自分の仕事に満足して翌朝自宅に戻った。自宅では看護師で妻のジュリア・サリバン（エリザベス・ミッチェル）と、いつも“チビ隊長”と呼んでいる息子のジョン・サリバン（ダニエル・ヘンソン）が帰りを待っていた。フランクはラジオから流れてくる音楽に合わせてジュリアと台所で踊り、その様子をジョンは親友のゴード・ハーシュと幸せそうに眺めていた。だがその後、父は倉庫火災で殉職した。
1999年、30年前と同じようにニューヨークでオーロラが観測されていた頃、ジョン（ジェームズ・カヴィーゼル）は結婚を約束して同棲をしていたサマンサが家を出て行き、くさくさした気分で近くの野球場でビールを飲み、夜空のオーロラを眺めて亡くなった父親の事を考えていた。ビールも飲み終え自宅に戻るとそこには親友のゴード（ノア・エメリッヒ）が息子を連れて遊びに来ていた。ゴードはまた別の女性を見つければ良い、と適当に慰め、インターネット検索エンジンを経営する会社の株で損をした、買っておけばよかったと愚痴を零すばかりだった。ジョンは勿論本気で相手にせず、ソファーで横になった。退屈したゴードの息子は長い間開けられていなかった押し入れを開け、そこにしまってあったジョンの父親の遺品であるアマチュア無線機を発見する。ゴードと一緒に「なつかしいな」「親父はよくいじっていたな」と話し、ゴードはそれを生前のフランクと同じように同じ机の上に置いた。ゴード親子が帰った後もジョンは懐かしさが手伝って電源を入れ、適当にいじっていると誰かと繋がり、相手の男は無線機でCQ15と名乗った。だがそれは今ジョンがいじっている無線機の番号で、その上相手は1969年のワールドシリーズで闘うニューヨークメッツの事ばかりを話す。不思議に思っていると、無線機の向こうで男は「こっちだ、チビ隊長」と呼びかけた。一瞬の内にジョンは、この無線機の向こうにいる男は1969年に殉職した父親だと悟り、色々なことを話し始めるがそれを怪しんで「うちの息子に近づくな」と脅す父親に「火災事故で死んでしまう」と必死に訴えた。
翌日フランクは昨晩の男が言った通り倉庫火災の現場に駆り出され、その上ラジオから聞こえてくるメッツの試合展開は男ジョンが伝えた通りになった。倉庫火災の現場でビルの最上階に取り残された少女を助けるためにフランクは単身火災現場に乗り込み、少女を助けると昨日のジョンの助言を信じた事で生還する。
その日の夜ジョンが無線機の置いてある机を見るとそこには「俺は生きているぞ チビ隊長」の文字が焼き付けられ、ジョンは慌てて無線機で30年前の父に呼び掛けた。ジョンの脳には殉職した父と肺癌で亡くなった父の両方の記憶が刻み込まれており、ジョンは父に今すぐ煙草を止めるように忠告し、父はジョンにこの30年間の事を聞いた。無線機の向こうにいる過去の自分とゴードに話しかけ、ゴードには大人になったらYahoo!の株を買え、と伝えた。
無線が切れてから眠りに入ると、何故か不吉な、誰かの葬儀に父と一緒に参列している夢を見た。ジョンは目覚めて不安に襲われ、離れて暮らす母親に電話を掛けたが、いつもと同じ番号に掛けたのにその番号は行った事も無いバーに繋がった。
翌日、30年前に発生した看護師ばかりが殺害された「ナイチンゲール連続殺人事件」の被害者と思われる新しい遺体が発見され、そこで同僚の刑事にある言葉を発せられ、ジョンが警察署で被害者ファイルを開くとそこには母のファイルが入っていた。本来ならば死ぬはずの父を救った事でタイムパラドックスが発生し、今度は母が「ナイチンゲール連続殺人事件」の被害者になってしまったのだ。
ジョンは無線で父と相談し、親子の連係プレーで母を、ひいては他の犠牲者を連続殺人鬼の魔の手から救おうと奮闘を始める。

## 登場人物
ジョン・サリヴァン
主人公。NY市警殺人課に勤務する刑事。高校時代はプロ野球を目指していたが肩を痛めて断念したが、趣味として楽しむ程度は出来る。
フランク・サリヴァン
ジョンの父。消防士で殉職したが、ジョンの言葉によりその運命を逃れる。さらに20年後、肺癌で死ぬ運命に変わる。最後は煙草を止めたため、現在も生きている。
ジュリア・サリヴァン
ジョンの母。看護師。フランクが殉職するはずだった運命を逃れたことでタイムパラドックスにより連続殺人事件の被害者になってしまったがフランクの行動で助かる。ジョンの恋人は彼女が縁で知り合い、本編序盤でジョンと別れて家を出てしまったが、エンディングでは彼女らしき人物がジュリアのそばに寄り添い、ジョンも息子と思われる少年を抱きかかえている。

## キャスト
| 役名                                 | 俳優                     | 日本語吹替 | 日本語吹替   |
| 役名                                 | 俳優                     | ソフト版   | 日本テレビ版 |
| ------------------------------------ | ------------------------ | ---------- | ------------ |
| ジョン・サリヴァン                   | ジム・カヴィーゼル       | 寺杣昌紀   | 平田広明     |
| フランク・サリヴァン                 | デニス・クエイド         | 安原義人   | 大塚明夫     |
| ジャック・シェパード                 | ショーン・ドイル         | 家中宏     | 大塚芳忠     |
| ジュリア・サリヴァン                 | エリザベス・ミッチェル   | 深見梨加   | 安藤麻吹     |
| サッチ・デレオン刑事                 | アンドレ・ブラウアー     | 石住昭彦   | 江原正士     |
| ゴード・ハーシュ                     | ノア・エメリッヒ         | 山本健翔   | 佐久田修     |
| サマンサ・トーマス                   | メリッサ・エリコ         | 堀越真己   | 魏涼子       |
| 子供の頃のジョン（チビ隊長 ※チーフ） | ダニエル・ヘンソン       | 小池亜希子 | 津村まこと   |
| グレアム・ギブソン                   | ジョーダン・ブリッジス   |            |              |
| 子供の頃のゴード                     | スティーブン・ジョフィ   | 永迫舞     | 田口宏子     |
| ブッチ・フォスター                   | ピーター・マクニール     | 伊井篤史   |              |
| フレッド・シェパード                 | ネスビット・ブレイスデル | 益富信孝   | 藤本譲       |
| バッチ・オコンネル                   | ジャック・マコーマック   | 遠藤純一   |              |
| ゴーディ・ジュニア                   | マイケル・セラ           |            | 亀井芳子     |

- ソフト版：VHS・DVD収録

その他：吉沢希梨、久保田恵、江川大輔、河野智之、佐藤晴男
演出：中野洋志、翻訳：久保喜昭、調整：菊池悟史、制作：ACクリエイト
- 日本テレビ版：初回放送2003年12月5日『金曜ロードショー』

その他：幸田夏穂、村田則男、宝亀克寿、石波義人、岩崎ひろし、甲斐田裕子、田中正彦、星野充昭、小室正幸、蓮池龍三、三宅健太、斉藤次郎、相沢まさき、松本大、風間秀郎、武藤正史、駒谷昌男
演出：高橋剛、翻訳：中村久世、調整：伊藤恭介、効果：リレーション、編集・MA：KSSスタジオ、制作担当：別府憲治（ケイエスエス）、プロデューサー補：野地玲子／村井多恵子、プロデューサー：大塚恭司／北島有子（日本テレビ）

## 受賞
- 2001年、サターン・アウォーズ最優秀ファンタジー映画作品賞受賞。

## 地上波放映
- 初回放送2003年12月5日『金曜ロードショー』21:03 - 23:09（拡大放送）視聴率11.3%
- 2011年3月24日 サンテレビ　19:30 - 21:19
- 2015年3月24日 テレビ東京　午後のロードショーにて 13:35 - 15:35
- 共に日本テレビ版の吹替である

## リメイク
- シグナル - 2016年の韓国のテレビドラマ。
- シグナル/時空を超えた捜査線 - 2016年のアメリカのテレビドラマ。視聴率不振のため13話で打ち切られている。
- シグナル 長期未解決事件捜査班 - 2018年の日本のテレビドラマ。